# 縁 (GReeeeNのアルバム)
『縁』（えん）は、GReeeeNの7枚目のオリジナルアルバム。2016年9月14日にZEN MUSICから発売された。

## 解説
前作『今から親指が消える手品しまーす。』以来、約2年1か月ぶりとなる作品。タイトルは、GReeeeNが人との「縁」を歌い続けてきたことや、様々なタイアップなどの「縁」を通して音楽を届けてきたことから付けられた。
通常盤「CDのみ」、初回限定盤A「CD+DVD+グッズ（オリジナル湯呑み）」、初回限定盤B「CD+DVD」の計3形態で発売。初回限定盤のCDには、GReeeeN史上初となる各メンバーのソロ曲をボーナス・トラックとして収録し、DVDにはミュージック・ビデオ全6曲を収録している。なお、初回プレス分には、10周年イヤースペシャル企画のアクセスコードが封入されている。
特設サイトではメンバーのインタビューと、本アルバムの全曲解説が公開されている。
予約特典として、各CDショップではオリジナルステッカーが配布され、2016年開催のライブツアー「んなぁしたぁぁぁ～・・・今日よりも好きになれる～♪ツアー」の会場ではオリジナルクリアファイルが配布された。

## 収録曲

### CD（全形態共通）
1. ビリーヴ [4:51]
  - 『C、Dですと!?』収録の配信シングル
  - 日本赤十字社「平成27年度はたちの献血」キャンペーンソング
2. メシ I GOT IT↑↑ [3:08]
  - 27thシングルのカップリング
  - ホクレン「北海道米LOVE」CMソング[5][6]
3. beautiful days [4:08]
  - 28thシングル
  - 日本テレビ系水曜ドラマ『家売るオンナ』主題歌
4. 夏の音 [4:32]
  - 『C、Dですと!?』収録の配信シングル
  - キリン「生茶」キャンペーンソング
5. タンポポ [3:42]
  - 配信シングル
  - 日成アドバンス企業CMソング
6. OHA☆YOU [4:59]
  - 配信シングル
  - TBS系『あさチャン!』テーマソング
7. SAKAMOTO [4:38]
  - 25thシングル
  - 赤城乳業「ガリガリ君リッチ ほとばしる青春の味」CMソング
8. 始まりの唄 [5:05]
  - 27thシングル
  - 「エイブル 2016 春」CMソング
9. 遠くの空 指さすんだ [3:22]
  - 2016年8月3日より先行配信[7]
  - 東京ヤクルトスワローズ 山田哲人選手 登場曲
10. 笑顔 [4:03]
  - 26thシングルのカップリング
  - 「日本のひなた宮崎県」オリジナルテーマソング
11. 夢 [4:22]
  - 26thシングル
  - ディスコ「キャリタス就活2017」CMソング
12. アイコメテ (通常盤) [4:57]
(初回限定盤) [5:01]

### CD（初回限定盤A/Bのみ収録）
- ボーナストラック（各メンバーのソロ曲）

1. Holiday! [3:17] (SOH)
2. ムーントラップ [3:33] (92)
3. ナビノビ! [3:20] (navi)
4. stillll [4:16] (HIDE)

### DVD
- Music Video

1. タンポポ
2. 夏の音
3. SAKAMOTO
4. 夢
5. 始まりの唄 (完全版)
6. beautiful days